# Catherine Hardwicke
Catherine Hardwicke (Cameron, 1955. október 21. –) amerikai díszlettervező, látványtervező, forgatókönyvíró, filmrendező.
Legismertebb filmje a Tizenhárom (2003), a Dogtown urai (2005) és a Stephenie Meyer bestseller-regénye alapján készült Alkonyat (2008).

## Élete és pályafutása
Hardwicke Texasban született, az austini Texasi Egyetemen végzett építészként. Munkái között található például egy napenergiával működő házkomplexum, mely egy mesterséges tó köré épült, medencékkel és vízeséssel. Mégis úgy döntött, inkább a filmszakmában helyezkedik el, ezért elvégezte a Los Angeles-i Kaliforniai Egyetem filmművészet szakát is. Az egyetemi évei alatt készítette el a Puppy Does the Gumbo című kisfilmet, mely díjat is nyert, s ez megnyitotta előtte az utat a filmszakmába. Több alacsony költségvetésű film látványtervét készítette el (Taplófejek (1988), Marslakók, haza! (1990), Boldog, boldogtalan (1992), Tank Girl (1995)). A 2000-es évekre már nagyobb produkciókban is helyet kapott, pl. a 2001-es Vanília égbolt látványterveit készítette el.
Rendezői sikerét a 2003-as Tizenhárom című film hozta meg, melynek forgatókönyvét a főszereplő Nikki Reed igaz története alapján az akkor 14 éves lánnyal közösen írta meg hat nap alatt. A film elnyerte a Sundance Filmfesztivál legjobb rendező díját. A kasszasikert azonban a 2008-ban bemutatott Alkonyat című romantikus fantasy hozta meg számára, a film nyitó hétvégi bevétele a valaha volt legjobb nyitás női rendezőtől.
A 2010-es években a A lány és a farkas (2011), a Máris hiányzol (2015) és a Tölténykirálynő (2019) című filmeket rendezte meg. 2015-ben Lady Gaga "Til It Happens to You" című dalához készített videóklipet.

## Filmográfia

### Film
| Év   | Magyar cím         | Eredeti cím         | Feladatkör | Feladatkör   | Feladatkör | Megjegyzések         |
| Év   | Magyar cím         | Eredeti cím         | Rendező    | Forgatókönyv | Producer   | Megjegyzések         |
| ---- | ------------------ | ------------------- | ---------- | ------------ | ---------- | -------------------- |
| 2003 | Tizenhárom         | Thirteen            | Igen       | Igen         | Nem        | társíró: Nikki Reed  |
| 2005 | Dogtown urai       | Lords of Dogtown    | Igen       | Nem          | Nem        |                      |
| 2006 | A születés         | Nativity Story      | Igen       | Nem          | Vezető     |                      |
| 2008 | Alkonyat           | Twilight            | Igen       | Nem          | Nem        |                      |
| 2011 | A lány és a farkas | Red Riding Hood     | Igen       | Nem          | Vezető     |                      |
| 2013 |                    | Plush               | Igen       | Igen         | Igen       | társíró: Arty Nelson |
| 2015 | Máris hiányzol     | Miss You Already    | Igen       | Nem          | Nem        |                      |
| 2017 |                    | The Black Ghiandola | Igen       | Nem          | Nem        | rövidfilm            |
| 2019 | Tölténykirálynő    | Miss Bala           | Igen       | Nem          | Nem        |                      |

### Televízió
| Év        | Magyar cím                        | Eredeti cím                                 | Megjegyzések                                                |
| --------- | --------------------------------- | ------------------------------------------- | ----------------------------------------------------------- |
| 1987      |                                   | New Monkees                                 | - művészeti vezető (13 epizód) - forgatókönyvíró (1 epizód) |
| 2013      | Végzetes bizonyíték               | Reckless                                    | - rendező (1 epizód) - vezető producer                      |
| 2016      |                                   | Eyewitness                                  | - rendező (2 epizód) - vezető producer                      |
| 2018–2020 | Rólunk szól                       | This is Us                                  | rendező (2 epizód)                                          |
| 2022      | Guillermo del Toro: Rémségek tára | Guillermo del Toro's Cabinet of Curiosities | rendező (1 epizód)                                          |

### Videóklipek
| Év   | Előadó                   | Cím                     | Megjegyzések |
| ---- | ------------------------ | ----------------------- | ------------ |
| 1987 | New Monkees              | Affection (Box version) | rendező      |
| 2015 | The All-American Rejects | There's a Place         | rendező      |
| 2015 | Lady Gaga                | Til It Happens to You   | rendező      |

## Fordítás
- Ez a szócikk részben vagy egészben  a   Catherine Hardwicke című angol Wikipédia-szócikk fordításán alapul.  Az eredeti cikk szerkesztőit annak laptörténete sorolja fel. Ez a jelzés csupán a megfogalmazás eredetét és a szerzői jogokat jelzi, nem szolgál a cikkben szereplő információk forrásmegjelöléseként.